# Slingsby Falke
Lo Slingsby Type 61 Falke era una versione del motoaliante Scheibe SF 25B costruita su licenza dalla Slingsby Sailplanes. Entrò in servizio con la Royal Air Force per l'addestramento dei cadetti aerei con la denominazione Slingsby Venture.

## Varianti
T61A
T61B
T61C
T61D
T61E
T61F
T61G
Venture T1
Venture T2